# バレエダンサー

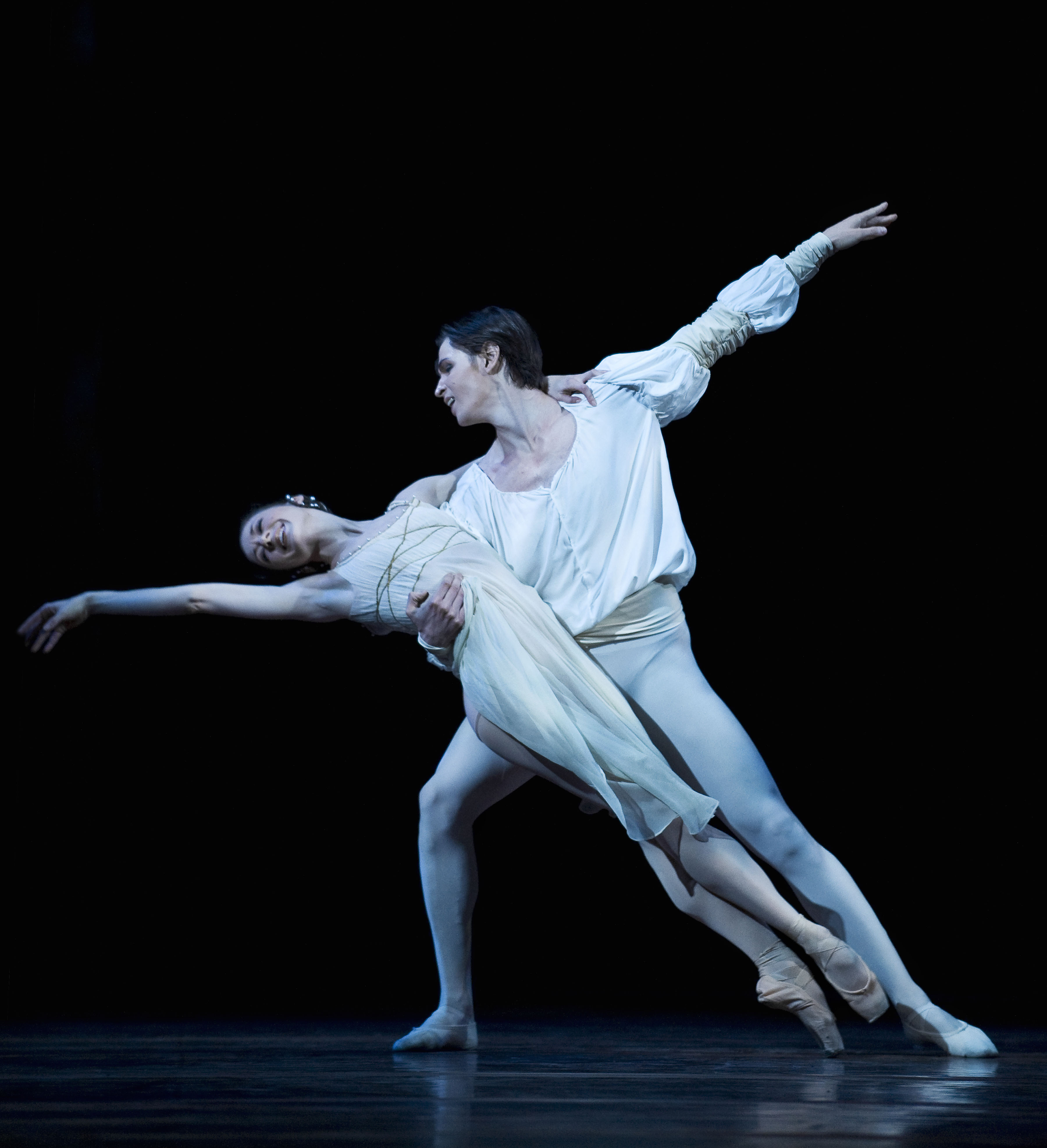
男性のバレエダンサーと女性のバレエダンサーで行うパ・ド・ドゥ。

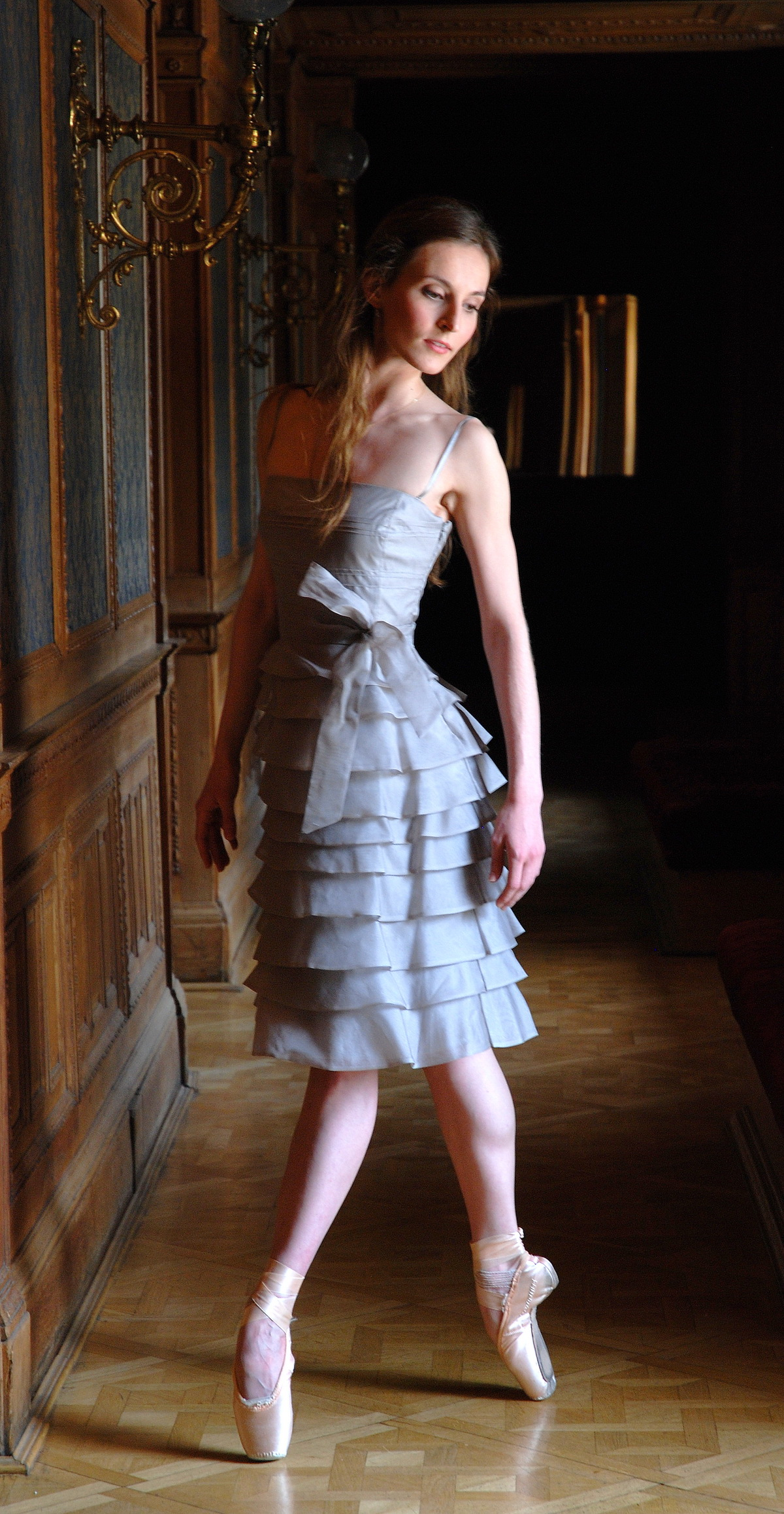
ハンガリー国立バレエ団のEnikő Somorjai

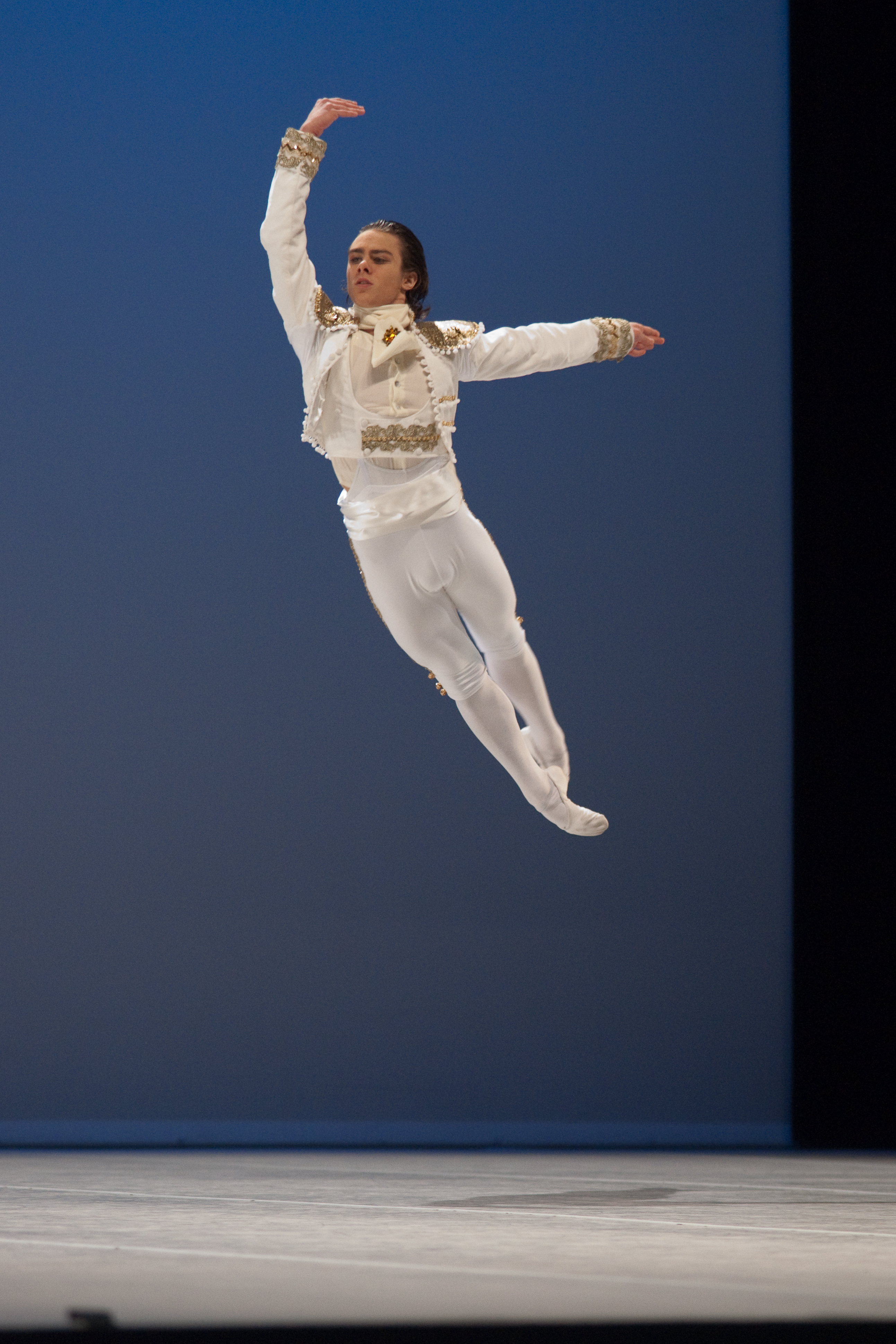
ダイナミックなジャンプを見せる男性バレエダンサー

バレエダンサー（英: ballet dancer）とは、バレエを踊ることを職業としている人のこと。
男女を問わず、ダンス・クラシックを専門とする人間を「バレエダンサー」と呼ぶ。男女を分けて呼ぶ場合は、女性は「バレリーナ」と呼ぶ。男性はバレリーノとも呼ぶが、男性は日本語ではバレエダンサーと呼ぶのが一般的（バレリーノの用語はイタリア語以外ではほとんど用いない）。
漢字表現では「舞踊手」とも呼び、やや俗的には「踊り手」などとも。女性の場合は「踊り子」とも。

## 西洋のバレエダンサー
バレエダンサーの位置づけというのはバレエ自体の位置づけと深い関係があるわけだが、バレエは本場のフランスやロシアでは歴史が長く、王室や帝室の宮廷舞踊として発展してきた歴史がある。特にロシアにおいてバレエは、芸術であり、市民の誇りであり、国民の象徴でもあり、ロシア国民にとって非常に重要なものである。イタリア、ドイツなどではオペラに組み込まれそれに必要なものとして扱われてきた。（対してアメリカでは歴史が浅く「エンターテイメント」として発展してきたにすぎない）
本場のロシア、フランス、イギリスなどのバレエダンサーの多くは劇場（劇場のバレエ団）に所属している。

## ロシア
まず本場のロシアのバレエダンサーについて解説する。
ロシアではバレエダンサーは国家公務員である。
ロシアではバレエダンサーの国家試験があり、5段階評価で「3」以上をとらないとバレエの国家資格を得られない。国家資格を得ないとロシアの国立劇場などでバレエダンサーとして採用されず、プロのバレエダンサーとしてのキャリアがそもそも始まらない。その国家試験を受けるためには、まずバレエダンサー養成学校に通う必要がある。
ロシアのバレエ学校
ロシアのバレエ学校（バレエダンサー養成学校）では「8学年制」でバレエダンサーを養成している（つまり生徒たちは基本的に8年間、バレエダンサー養成学校に通う）。
例えばロシア屈指、世界でも最高峰のバレエダンサー養成学校のひとつとされる学校のひとつ（筆頭に）、1738年に創設されたロシアの最古のバレエ学校、ロシア国立ワガノワ・バレエ・アカデミーが挙げられ、この学校では全学年あわせて370名あまりの、世界中から集まった10歳～18歳の生徒が学んでいる。
ワガノワ・バレエ・アカデミーに入学するためには、まず厳しい試験に合格しなければならない。
1年生の生徒数はおよそ60人ほど。
進級（学年を1段階進む）するためには、1年ごとに行われる厳しい試験や審査に合格しなければならず、 毎年ある程度の割合の生徒が「不合格」とされ、不合格となった者は、留年などという甘い制度は無く、その時点で強制的に退学（中途退学）させられる。卒業までたどりつけるのは入学者のおよそ5割だけである（つまり、あとの5割は、途中で「不合格」をくらい、退学させられている）。各学年ごとに設定された必須の基礎技術を会得できない生徒はもちろんだが、女性バレエダンサーとして必須（※これの理由については後述）の体型のコントロール（いわゆる食事習慣のコントロール（ダイエット）や、やせ形体型づくり（痩身））ができないような女性生徒も、容赦なく中途で強制退学させられる。
なおロシア国外からやってくる留学生の場合だと、だいたい養成学校の6年次に編入して3年間在籍し、ロシアのバレエ団のオーディションを受けるというルートが基本だという。
国家試験
そして学校卒業の時期（学校卒業 直前の時期）に、バレエの国家試験の試験官たちの前で踊ってみせて、3点以上の合格点を得れば国家資格を得て、国立劇場などのオーディションを受ける扉が開かれ、逆にこの国家試験で合格点を得られなければバレエダンサーとしての道は実質的に閉ざされる。国家試験でとった点数は次の入団試験にも影響するので、点数は高いほうが望ましい。やはり満点の5点が良く、3点では次の入団試験で苦労する可能性が高い。
入団試験＝就職試験と、その後
バレエダンサーの国家試験に合格した上で、各劇場のバレエ団が行う（新人向けの）オーディションを多数受け、他のさまざまなバレエ学校を卒業した者たちと競い合い、劇団から「オーディション合格」と通知された者だけが採用・雇用され、ようやくプロのバレエダンサーとしての、つまり一応いくらかの給料が貰えるダンサーとしてのキャリアの最初の一歩を踏みだすことになる。（だがどのバレエ団のオーディションでも「合格」を得られなかったダンサーは苦境に陥ることになる。再挑戦の可能性はあるものの、それで合格に到る人の割合はかなり少ない。）
オーディションで合格し劇場（バレエ団）で雇用された者も、この段階では、あくまで学校を出たばかりの、一応基礎を身に付けただけの、「将来の可能性」はあるもののプロとしては足りないところだらけの存在だとバレエ団経営者側からは見なされており、劇場（バレエ団）の中では研修生といった位置づけをされており、つまり、トレーニングをすることで将来的に伸びてゆく可能性がある（だが努力を続ける素質が無い者は将来性が無いので、退団させなければならない可能性がある）という位置づけであり、まずはトレーニングをほどこされる日々が続く。やがて、プロとしての品質つまりお客様からお金をいただいて見せることのできるような品質に届いた者がいれば、劇場（バレエ団）の監督やプロデューサーなどに選ばれて、群舞の一人など端役から始めるかたちで舞台に立つことになる。この段階に到達したダンサーは、観客からお金をいただき厳しい眼で批評・批判されることを経験し、プロのバレエダンサーに求められる質の高さ、その世界の厳しさを経験してゆくことになる。
プロのバレエダンサーとしてバレエ団に雇われ続けるためには、厳しい競争で生き残りつづけなければならない。
バレエ団の中でも競争相手は非常に多いので、努力を怠りバレエの技術があまり向上しなかったりすると、役が与えられるとしても、せいぜい主役以外の「その他大勢」であり、大勢のダンサーに埋もれたままで、毎年新たに入団して来るもっと若いダンサーの中にいる技術に優れた人や体型や容姿に優れた人に次第に抜かれ、バレエ団の中での「重要さ」の順位が落ちてゆき、それが何年か続くと解雇を言い渡され、退団させられてしまうことになる。バレエ団に残りつづけるような優秀なダンサーにとっても、バレエダンサーの道は決して生易しいものではなく、そのキャリアの間ずっと努力の連続であり、厳しいトレーニングと、厳しいリハーサルと、厳しい本番の繰り返しである。
ロシアで最高で、世界でも1～2位とされるロシアのバレエ団およびそこに所属するバレエ・ダンサーについては「マリインスキー・バレエ」後半のリストを参照。
ロシアで2番手の劇場のバレエ・ダンサーについてはen:Bolshoi Balletを参照。後半に著名なダンサーのリストが掲載されている。

## フランス
フランスのオペラ座のバレエ団はロシアのマリインスキー・バレエと並んで世界1～2位とされている。
フランスでの養成方法
（パリ国立オペラ座バレエ学校）

## イギリス
ロシアやフランスに次ぐ位置づけ。
イギリスでの養成方法

## バレエダンサーのヒエラルキーとその条件
バレエダンサーの「役がら」や、その「花形」度、その条件や制約について解説する。
「プロのバレエダンサー」と言っても、ずっと脇役ばかりを踊りつづけてそのままキャリアを終えてゆく人もいれば、次第に能力や努力を認められて重要な役を踊るようになってゆく人もいる。特に女性の主役級のバレエダンサーを「プリマ・バレエダンサー」や「プリマ・バレリーナ（伊: prima ballerina）」、略して「プリマ」 （伊: prima）などと呼ぶ。男性のバレエダンサーでは、「王子様」役を踊る人が、女性の「プリマ」のように花形であり、注目を浴びる存在であり、フランス語では「danseur noble　ダンスール・ノーブル」と言う。
男性のバレエダンサーで、パ・ド・ドゥを踊るような主役級の人は、女性のバレエダンサーの「リフト」（持ち上げること）をしなければならないので、それだけの「力」が必要とされ、腕力が十分にあることも求められる。また主役級の男性バレエダンサーは背が高いことも求められる。ダンスール・ノーブルのとなりに女性バレエダンサーがトゥシューズを履いて「爪先立ち」をして並んで立つので、『「爪先立ち」をした女性と並んでも女性よりも背が高いこと』つまりかなり背が高いことが王子役のダンサーには求められるのである。
他方、女性のバレエダンサーで主役級の人はリフトされなければならないので、体重が軽い必要があり、（一般に、大柄な女性はなることがかなり困難で、一般論として言えば比較的小柄で、手足の長さは人によってそれなりに異なるとしても）ともかく体重は絶対に軽くなければならないので、結果として、いかにもバレリーナらしい「痩せた体型」を維持しつづけなければならず、もしも太ったりすると重いので、男性ダンサーは（実際、そうしたバレリーナを無理してリフトすると身体を壊してしまうので）「あの女性はリフト困難」などと（監督やプロデューサーなどに）苦情を伝えることになり、そうなるとそのバレリーナはバレエ団幹部などから「主役からの降格」「プリマからの降格」を伝えられることになる。
なお、バレエという芸術では、「お姫様」役や「王子様」役だけが重要なわけではなく、その敵役（かたきやく）も重要である。ちょうど演劇・ドラマなどでも、敵役がいて敵役が手ごわければ手ごわいほどストーリーが盛り上がるようなものである。バレエの敵役は「顔立ちの美しさ」「（男性の）背の高さ」などの制約も少なく、ほぼ純粋にバレエの技術自体で判断されて採用される傾向がある。敵役を担う男性ダンサーの中には「超人的」と言ってもよいようなジャンプ力やスタミナやバレエ・テクニックを持ち、「王子様」役のダンサー（つまり、ややもすると外見重視で選ばれてしまう傾向があるダンサー）を超えて観客を魅了する人もおり、バレエ観賞歴が長い観客や、バレエに対する理解の深い観客、いわゆる「通（つう）」の観客たちは、「王子様」や「お姫様」役だけでなく、こうした名脇役に注目して観賞している人も多く、こうしたダンサーも大きな拍手喝采を浴びることになり、相当に名誉ある位置づけがされている。

## 日本のバレエダンサー
この節では日本のバレエダンサーを概説する。
生活
日本のバレエ団の多くが東京やその周辺地域に存在する。そのため関東は他の地区にくらべてバレエダンサーが多い。
資格などはない。そのためバレエ団と正規団員の契約を結んでいる者が「バレエダンサー」を職業として公言するのが一般的である。またフリーランスで仕事をするものもいる。
日本のダンス・クラシックはお稽古ごととして発展した歴史を持つ。それは他の習い事同様に日本独特のバレエ文化を形成してきた。
例えば女性と男性では待遇や仕事量に差があり、男性は後述するように比較的優遇されている一方で、女性はバイトや後進の指導もしながら生活を立てるものが多い。
またバレエ界全体で女性ダンサーの比率は男性ダンサーよりも圧倒的に多い。自分のバレエ団に所属する男性だけで公演を行えるバレエ団は一握りである。したがって規模の小さなバレエ団では公演のたびに他のバレエ団かフリーの男性ダンサーに客演を頼まなければならない。このため日本の男性ダンサーは概して女性ダンサーよりギャラは得やすく、バレエの収入だけで生活することも相対的に容易である（もちろん人気・実力が十分でなければその限りではない）。
本来プロのダンサーとは西洋諸国の様に所属バレエ団からの収入や公演のゲスト収入のみで生活をするものをいうが、日本の現状ではそれが出来る人間はごく少数に限られる。多くのダンサーがバレエ教室での講師やバレエスタジオの発表会にゲスト出演、あるいはバレエと無関係なアルバイトもして収入を得ている。例として、NHKおかあさんといっしょでたいそうのおにいさんだった岡田祥造が挙げられる。日本舞踊などの先生文化に近く、日本の独自のスタイルである。
ただ日本人ダンサーは以前はプロポーションと実力で西洋に劣るとされてきたが、1980年代以降外国で活躍する者も多くなった。また人気と実力の備わった女性のダンサーで男性のようにゲスト出演する者も出てきている。
教育
日本の大学や専門学校にはバレエを専門的に学べるところがあるが、これらを卒業してもダンサーの資格や職を保証されるわけではなく、オーデションにて選考に合格し、バレエ団に所属することから始める。
バレエダンサーの多くは、子供の頃からバレエ教室で習い始め、技術が向上して認められたらバレエ団に推薦かオーデションにより入団するという経歴を辿る。

## 世界の主なバレエダンサー
Category:バレエダンサーを参照のこと。世界中のバレエダンサーがリスト状に表示されている。